# 헤라클레스 알멜로

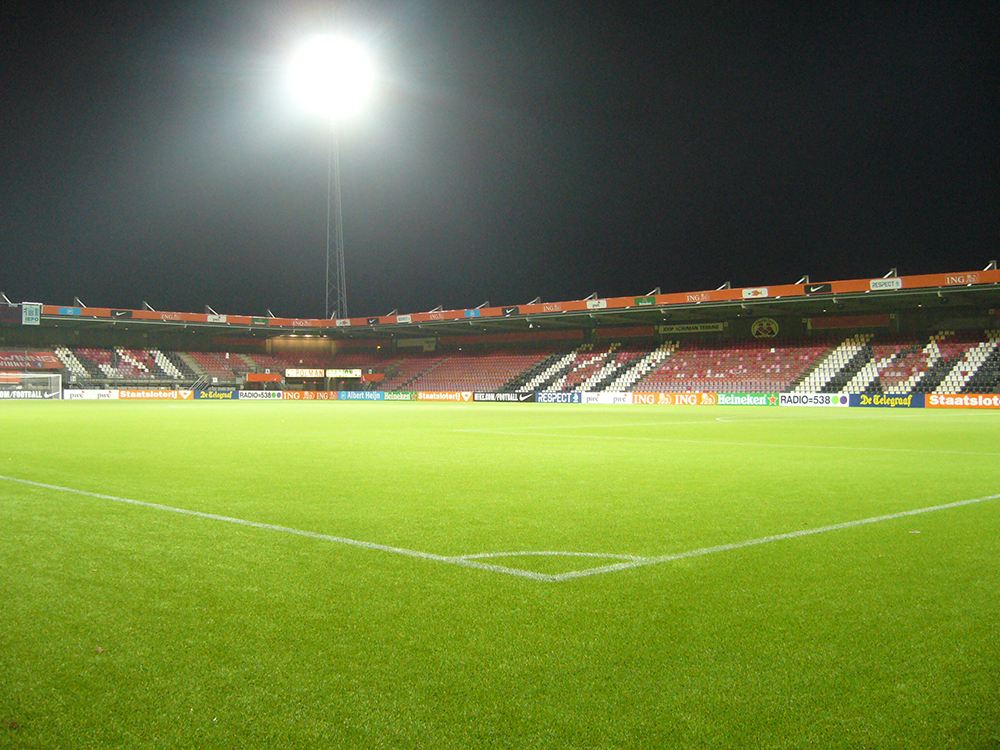

헤라클레스 알멜로(네덜란드어: Heracles Almelo)는 네덜란드 알멜로의 축구 클럽으로, 현재 에레디비시에서 활동하고 있다.
헤라클레스 알멜로는 1903년 5월 3일에 창단했으며 클럽 이름은 그리스 신화에 등장하는 영웅인 헤라클레스에서 유래된 이름이다. 이 클럽은 1974년 7월 1일에 클럽 이름을 "SC 헤라클레스 '74"(SC Heracles '74)로 변경했으며 1998년에 현재의 이름으로 변경했다.
헤라클레스 알멜로는 2004–05 에이르스터 디비시에서 우승을 차지했으며 2005-06 시즌부터 에레디비시에서 활동하고 있다. 이 클럽은 에레디비시에서 두 번(1927년과 1941년) 우승한 경력을 갖고 있다. 헤라클레스 알멜로의 대표적인 선수 가운데 하나로 "검은 유성"("Black Meteor")이라는 별명을 가진 남아프리카 공화국의 스티브 모코네가 있는데, 그는 네덜란드의 축구 클럽 소속으로 활동한 최초의 흑인 선수이기도 하다.

## 선수 명단

### 현역
참고: FIFA 자격 규정에 따라 소속된 국가대표팀 국기를 표시합니다. 선수는 복수의 FIFA 비회원국 국적을 가지고 있을 수 있습니다.
| 번호 | 포지션 | 국적 | 이름 |
| ---- | ------ | ---- | ---- |

| 번호 | 포지션 | 국적     | 이름              |
| ---- | ------ | -------- | ----------------- |
| 23   | FW     |          | 유호 탈비티에     |
| 29   | FW     | 이스라엘 | 수프 포드고레아누 |

## 역대 감독
| 감독              | 임기        |
| ----------------- | ----------- |
| 마이클 키핑       | 1960 ~ 1961 |
| 페터르 보스       | 2004 ~ 2006 |
| 페터르 보스       | 2010 ~ 2013 |
| 에르빈 반 데 루이 | 2023 ~      |

## 성적
- 에레디비시: 우승 2회 (1927, 1941)
- 에이르스터 디비시: 우승 3회 (1962, 1985, 2005)
- KNVB컵 : 우승 2회 (1968, 1975)